# كأس كاجولز 1930–31
وهي البطولة السابعة بعد أن بدأت البطولة موسم 1923/1924.

## بعض النتائج المعروفة
- المدرسة العسكرية × الهنيدي (2-1)
- الثانوية الغربية × الآثوري (1-0)
- الثانوية الشرقية × الكمرك (2-0)
- دار المعلمين × الهنيدي (0-2)
- دار المعلمين × (Biskudern) (1-1)

### المباراة النهائية
أقيمت يوم 1 نيسان 1931 وانتهت بفوز المدرسة الحربية على الثانوية المركزية (5-0).